# Comuna Ilva Mare, Bistrița-Năsăud
Ilva Mare (în maghiară: Nagyilva, în germană: Grossilwa) este o comună în județul Bistrița-Năsăud, Transilvania, România, formată din satele Ilva Mare (reședința) și Ivăneasa.

## Demografie
Componența etnică a comunei Ilva Mare
     Români (89,14%)
     Romi (7,74%)
     Alte etnii (0,09%)
     Necunoscută (3,04%)
Componența confesională a comunei Ilva Mare
     Ortodocși (80,54%)
     Martori ai lui Iehova (6,33%)
     Penticostali (4,53%)
     Baptiști (2,4%)
     Greco-catolici (2,01%)
     Alte religii (1,11%)
     Necunoscută (3,08%)
Conform recensământului efectuat în 2021, populația comunei Ilva Mare se ridică la 2.338 de locuitori, în creștere față de recensământul anterior din 2011, când fuseseră înregistrați 2.274 de locuitori. Majoritatea locuitorilor sunt români (89,14%), cu o minoritate de romi (7,74%), iar pentru 3,04% nu se cunoaște apartenența etnică. Din punct de vedere confesional, majoritatea locuitorilor sunt ortodocși (80,54%), cu minorități de martori ai lui Iehova (6,33%), penticostali (4,53%), baptiști (2,4%) și greco-catolici (2,01%), iar pentru 3,08% nu se cunoaște apartenența confesională.

## Politică și administrație
Comuna Ilva Mare este administrată de un primar și un consiliu local compus din 11 consilieri. Primarul, Alexandru Anca[*], de la Partidul Social Democrat, este în funcție din 1 noiembrie 2024. Începând cu alegerile locale din 2024, consiliul local are următoarea componență pe partide politice:
|  | Partid                    | Consilieri | Componența Consiliului | Componența Consiliului | Componența Consiliului | Componența Consiliului | Componența Consiliului | Componența Consiliului |
|  | ------------------------- | ---------- | ---------------------- | ---------------------- | ---------------------- | ---------------------- | ---------------------- | ---------------------- |
|  | Partidul Social Democrat  | 6          |                        |                        |                        |                        |                        |                        |
|  | Partidul Național Liberal | 5          |                        |                        |                        |                        |                        |                        |

## Atracții turistice
- Mănăstirea "Schimbarea la Față" din satul Ilva Mare
- Izvoare de apă minerală naturală
- Munții Bârgăului